# 南庄水库
南庄水库是位于北京市昌平县崔村乡的水库,拦截蔺沟河上游的羊河、麻峪沟汇合处。调节京密引水渠的灌溉水。
1958-1959年建成。水库总面积80万平方米。总库容190万立方米，控制流域面积29平方公里。有2座主坝、2座副坝、1条溢洪道、1座泄洪闸、1个输水口。主坝高8米，顶长352米。年供水130万立方米。